# Campeonato Africano de Atletismo de 2016 - Salto em distância masculino
A prova do salto em distância masculino do Campeonato Africano de Atletismo de 2016 foi disputada no dia 23 de junho  no Kings Park Stadium  em Durban, na África do Sul. Participaram da prova 14 atletas sendo que 9 concluíram a prova. 

## Recordes
Antes desta competição, os recordes mundiais e do campeonato nesta prova eram os seguintes:
|                       | Nome                   | Nacionalidade  | Distância | Local  | Data                 |
| --------------------- | ---------------------- | -------------- | --------- | ------ | -------------------- |
| Recorde mundial       | Mike Powell            | Estados Unidos | 8m 95 cm  | Tóquio | 30 de agosto de 1991 |
| Recorde do campeonato | Younès Moudrik         | Marrocos       | 8m 34cm   | Argel  | 13 de julho de 2000  |
| Recorde africano      | Godfrey Khotso Mokoena | África do Sul  | 8m 50cm   | Madri  | 4 de julho de 2009   |

Os seguintes recordes foram estabelecidos durante esta competição:
| Data        | Evento | Atleta         | Nacionalidade | Distância | Notas                 |
| ----------- | ------ | -------------- | ------------- | --------- | --------------------- |
| 23 de junho | Final  | Ruswahl Samaai | África do Sul | 8m 40cm   | Recorde do campeonato |

## Medalhistas
| Ouro                 | Prata               | Bronze                |
| Ruswahl Samaai (RSA) | Luvo Manyonga (RSA) | Ruri Rammkolodi (BOT) |

## Cronograma
Todos os horários são locais (UTC+2). 
| Data        | Hora  | Evento |
| ----------- | ----- | ------ |
| 23 de junho | 18:35 | Final  |

## Resultado final
| Posição           | Atleta               | Nacionalidade                  | Distância | Notas                 |
| ----------------- | -------------------- | ------------------------------ | --------- | --------------------- |
| Medalha de ouro   | Ruswahl Samaai       | África do Sul                  | 8.40      | Recorde do campeonato |
| Medalha de prata  | Luvo Manyonga        | África do Sul                  | 8.23      |                       |
| Medalha de bronze | Ruri Rammkolodi      | Botswana                       | 7.90      |                       |
| 4                 | Mamadou Gueye        | Senegal                        | 7.78      |                       |
| 5                 | Terra Lagat          | Quênia                         | 7.63      |                       |
| 6                 | Goabaone Mosheleketi | Botswana                       | 7.59      |                       |
| 7                 | Romeo N'tia          | Benim                          | 7.45      |                       |
| 8                 | Mouhcine Lakhou      | Marrocos                       | 7.40      |                       |
| 9                 | Djafar Swedi         | República Democrática do Congo | 6.10      |                       |
| 10 !              | Joseph Sinkala       | Zâmbia                         | NM        |                       |
| 10 !              | Dylon Cotter         | África do Sul                  | NM        |                       |
| 11 !              | Mamadou Chérif Dia   | Mali                           | DNS       |                       |
| 11 !              | Amr Kaseb            | Egito                          | DNS       |                       |
| 11 !              | Andrew Issaka        | República do Congo             | DNS       |                       |

Legenda
| Recorde mundial       | Recorde mundial (World record)               |                       | Recorde africano                      | Recorde africano (African) |                                           | Q | Classificado por posição (Qualified) |
| Recorde do campeonato | Recorde do campeonato (Championship record)  | Recorde da América    | Recorde da América (Americas)         | q                          | Classificado por melhor tempo (Qualified) |   |                                      |
| Melhor marca do ano   | Melhor marca do ano (World leading)          | Recorde asiático      | Recorde asiático (Asian)              | DNS                        | Não largou (Did not start)                |   |                                      |
| Recorde nacional      | Recorde nacional (National record)           | Recorde europeu       | Recorde europeu (European)            | DNF                        | Não terminou (Did not finish)             |   |                                      |
| Recorde pessoal       | Recorde pessoal do atleta (Personal best)    | Recorde da Oceania    | Recorde da Oceania (Oceania)          | DSQ / DQ                   | Desclassificado (Disqualified)            |   |                                      |
| Recorde da temporada  | Recorde da temporada do atleta (Season best) | Recorde sul-americano | Recorde sul-americano (South America) | NM                         | Sem marca (No mark)                       |   |                                      |